# Болгарія на Чемпіонаті світу з водних видів спорту 2015
Болгарія взяла участь у Чемпіонаті світу з водних видів спорту 2015, який пройшов у Казані (Росія) від 24 липня до 9 серпня.

## Хай-дайвінг
Один болгарський спортсмен кваліфікувався на змагання з хай-дайвінгу.
| Спортсмен    | Дисципліна | Очки   | Місце |
| ------------ | ---------- | ------ | ----- |
| Тодор Спасов | чоловіки   | 517.50 | 11    |

## Плавання на відкритій воді
Один болгарський спортсмен кваліфікувався на змагання з плавального марафону на відкритій воді.
| Спортсмен          | Дисципліна       | Час       | Місце |
| ------------------ | ---------------- | --------- | ----- |
| Венціслав Айдарскі | 10 км (чоловіки) | 1:53:58.6 | 46    |

## Плавання
Болгарські плавці виконали кваліфікаційні нормативи в дисциплінах, які наведено в таблиці (не більш як 2 плавці на одну дисципліну за часом нормативу A, і не більш як 1 плавець на одну дисципліну за часом нормативу B):
Чоловіки
| Спортсмен          | Дисципліна           | Попередній заплив | Попередній заплив | Півфінал        | Півфінал        | Фінал           | Фінал           |
| Спортсмен          | Дисципліна           | Час               | Місце             | Час             | Місце           | Час             | Місце           |
| ------------------ | -------------------- | ----------------- | ----------------- | --------------- | --------------- | --------------- | --------------- |
| Нікола Дімітров    | 400 м комплексом     | 4:30.78           | 39                | Н/Д             | Н/Д             | Завершив виступ | Завершив виступ |
| Александар Ніколов | 100 м вільним стилем | 51.01             | 56                | Завершив виступ | Завершив виступ | Завершив виступ | Завершив виступ |
| Лучезар Шумков     | 50 м брасом          | 28.36             | 35                | Завершив виступ | Завершив виступ | Завершив виступ | Завершив виступ |
| Лучезар Шумков     | 100 м брасом         | 1:03.08           | 47                | Завершив виступ | Завершив виступ | Завершив виступ | Завершив виступ |
| Мартін Желев       | 50 м на спині        | 26.66             | 46                | Завершив виступ | Завершив виступ | Завершив виступ | Завершив виступ |
| Мартін Желев       | 100 м на спині       | 57.55             | 48                | Завершив виступ | Завершив виступ | Завершив виступ | Завершив виступ |

Жінки
| Спортсменка    | Дисципліна           | Попередній заплив | Попередній заплив | Півфінал         | Півфінал         | Фінал            | Фінал            |
| Спортсменка    | Дисципліна           | Час               | Місце             | Час              | Місце            | Час              | Місце            |
| -------------- | -------------------- | ----------------- | ----------------- | ---------------- | ---------------- | ---------------- | ---------------- |
| Ніна Рангелова | 50 м вільним стилем  | 25.94             | =39               | Завершила виступ | Завершила виступ | Завершила виступ | Завершила виступ |
| Ніна Рангелова | 100 м вільним стилем | 55.22             | 23                | Завершила виступ | Завершила виступ | Завершила виступ | Завершила виступ |
| Ніна Рангелова | 200 м вільним стилем | 1:58.41           | 15 Q              | 1:59.54          | 16               | Завершила виступ | Завершила виступ |

## Синхронне плавання
Двоє болгарських спортсменок кваліфікувалися на змагання з синхронного плавання в наведених нижче дисциплінах.
| Спортсменка                           | Дисципліна              | Попередні змагання | Попередні змагання | Фінал            | Фінал            |
| Спортсменка                           | Дисципліна              | Очки               | Місце              | Очки             | Місце            |
| ------------------------------------- | ----------------------- | ------------------ | ------------------ | ---------------- | ---------------- |
| Хрістіна Дам'янова                    | соло, технічна програма | 72.8160            | 20                 | Завершила виступ | Завершила виступ |
| Даніела Бозаджиєва                    | соло, довільна програма | 72.3000            | 24                 | Завершила виступ | Завершила виступ |
| Даніела Бозаджиєва Хрістіна Дам'янова | дует, технічна програма | 71.1065            | 31                 | Завершили виступ | Завершили виступ |
| Даніела Бозаджиєва Хрістіна Дам'янова | дует, довільна програма | 71.8667            | 32                 | Завершили виступ | Завершили виступ |